# Agyvelőgyulladás
Az agyvelőgyulladás (encephalitis) az agy akut gyulladása, amit leggyakrabban vírusfertőzés okoz. Néha állhat bakteriális fertőzés is a háttérben a bakteriális agyhártyagyulladáshoz hasonlóan, vagy kialakulhat más fertőző betegségek, például veszettség (vírus), vagy szifilisz (baktérium) szövődményeként. Az agyvelőgyulladást gyakran terjesztik kullancsok. Egyes élősködő egysejtűek például a Toxoplasma vagy a Naegleria fowleri is okozhatnak agyvelőgyulladást olyan emberekben, akiknek gyenge az immunrendszere. A gyulladt agy nekinyomódik a koponyának, ami agykárosodást okoz, és halálhoz is vezethet.

## Tünetek
Az agyvelőgyulladásos betegek lázasak, fáj a fejük, fénykerülők, emellett gyengék és rohamaik is lehetnek. Ritkábban jelentkezik a tarkókötöttség, azaz a nyak merevsége, néhány betegnek a végtagjai is merevek, lassú a mozgásuk és ügyetlenek attól függően, hogy az agyuk melyik része érintett. Az agyvelőgyulladás tüneteit az agy védekező működése okozza, ami azért indul be, hogy megszüntesse a fertőzést.

## Kóroktan
Az agyvelőgyulladásnak sokféle előzménye lehet. Az egyik ezek közül a veszettség. Az agyvelőgyulladás fertőző betegség.

## A betegség felismerése
A felnőtt agyvelőgyulladásos betegek hirtelen belázasodással, fejfájással, zavartsággal és néha rohamokkal jelentkeznek az orvosnál. A kisebb gyerekek vagy csecsemők ingerlékenyek, étvágytalanok és belázasodnak.
Az ideggyógyászati vizsgálat általában álmatagságot, zavartságot állapít meg a betegnél. A merev nyak, melyet az agyat borító agyhártya irritációja okoz, azt jelzi, hogy a betegnek agyhártyagyulladása, vagy agyhártya- és agyvelőgyulladása van. Ha megvizsgálják az agy-gerincvelői folyadékot, melyet gerinccsapolással nyernek, általában emelkedett fehérje- és fehérvérsejt-mennyiséget találnak normális cukorszint mellett, bár a betegek jelentős részénél a gerincfolyadék normális is lehet. A CT-vizsgálat általában nem segít sokat, mivel az agyban ritkán keletkezik tályog. Ez inkább az agyhártyagyulladásos betegekre jellemző. A vérzés is ritka, kivéve azokat a betegeket, akiknek herpes simplex 1-es típusú agyvelőgyulladása van. Az MRI jobb felbontású képet ad. A herpes simplex agyvelőgyulladásos betegekben az elektroenkefalográf éles hullámokat mutathat az egyik vagy mindkét halántéki lebenyben. A gerinccsapolást csak az után végzik el, hogy CT-vizsgálattal kizárták az agyi duzzanat lehetőségét. A diagnózist gyakran úgy állítják fel, hogy kimutatják a keresett virális antigén (pl. a herpes simplex vírus) elleni ellenanyagokat, vagy pedig polimeráz-láncreakcióval felsokszorozzák a fertőzésért felelős vírus RNS-ét vagy DNS-ét.

## Kezelés
A kezelés általában tüneti. A megbízhatóan kipróbált vírusellenes szerek csak néhány vírus ellen használhatók (pl. aciklovir a herpeszes agyvelőgyulladás ellen), és a herpes simplex agyvelőgyulladást kivéve a legtöbb fertőzés ellen korlátozott sikert érnek el. A nagyon rossz állapotban levő betegeknél a támogató kezelés például a géppel való lélegeztetés is ugyanilyen fontos.
A betegség végkimenetele változó, gyakran teljesen gyógyul, de sokszor maradványtünetek is kialakulnak. Megelőzésében a kullancsok elleni védekezés játszik szerepet (riasztószerek, erdei dolgozóknál védőöltözet viselése), illetve a bőrbe fúródott kullancsok mielőbbi eltávolítása. Ezenfelül lehetőség van védőoltásra, amit a foglalkozásuk miatt veszélyeztetetteknek (erdészeti, mezőgazdasági stb. dolgozók) kötelező beadni, de azok számára is ajánlott a védőoltás, akik pl. sokat kirándulnak a szabadban, természetben.

## Encephalitis lethargica
Az Encephalitis lethargica az agyvelőgyulladás nem tipikus formája, amely 1917 és 1928 között járványos volt. Azóta csak pár esetről tudunk, bár az utóbbi években néhány betegnek nagyon hasonlóak voltak a tünetei. Ma úgy gondoljuk, a betegséget vagy baktérium okozza, vagy a fertőzést követő autoimmun válasz.
Akut esetben a beteg félig öntudatos, szoborszerű állapotba kerül; nem mozog, nem beszél (akinetikus mutizmus). Ez akár évtizedekig is eltarthat. Oliver Sachs nyomán a Parkinson-kór kezelésére használt gyógyszerekkel a betegek feléleszthetők. A járvány túlélőit Sachs az 1960-as évek végén L-DOPA adásával gyógyította meg.

## Limbikus agyvelőgyulladás
Az esetek kis részében az agyvelőgyulladást okozó kórokozók elsősorban a limbikus rendszert (az agy alapi részén található struktúrák összessége, melyek az alapvető autonóm működésekért felelősek) támadják meg, ezt limbikus agyvelőgyulladásnak hívják.